# Agustín Zubikarai
Augustin Zubikarai Bedialauneta (1917-2004) fue un  escritor en lengua vasca español.
Augustin Zubikarai destacó por su obra escrita en euskera en pleno periodo franquista, desde la década de 1960 realizó una prolífica obra literaria en las modalidades de  teatro, novela, cuento, poesía, ensayo y un destacado trabajo de traducción y colaboración en numerosas publicaciones periódicas. Realizó estudios sobre el euskera y sus variaciones impulsando la unificación y normalización de la lengua pero dando espacio a las diferentes hablas populares. Realizó un notable trabajo de antropológica investigando costumbres y usos populares.
Desde 1961 fue correspondiente de Euskaltzaindia, la academia de la lengua vasca, junto con Martín Ugalde Orradre y Bernardo Estornes Lasa y en 1993 fue nombrado miembro de honor de la misma. Fue presidente de la  asociación de “Euskera zaintza” desde 1978 hasta 2004 impulsando los diferentes dialectos vascos.
Zubikarai fue un relevante promotor de la cultura de su localidad natal, Ondárroa, donde fue impulsor, desde 1981, de las revistas locales Ondarroa y Arranondo.
Miembro del Partido Nacionalista Vasco (PNV) fue elegido procurador para las Juntas Generales de Vizcaya por la circunscripción de Busturia-Markina en las elecciones de 1983.
Augustin Zubikarai  recibió varios premios literarios y de reconocimiento de su labor como el Premio Sabino Arana otorgado en 1995. 
El escritor vasco Xabier Lete describió su obra de esta forma: 

Zubikarai posee cierta especial facilidad para colocar, definir y mover en la escena los personajes de sus obras. Plantea en estilo clásico lo que cada uno dice y hace, pero trata con facilidad el asunto y los lleva adelante con pulso firme, cumpliendo bien con el papel que él desea asignarles. Los diálogos son muy ingeniosos y vivos; hace hablar a sus personajes con suma habilidad, en estilo popular además, sin caer en popularismos; aunque a veces, esa misma fuerza y viveza del diálogo cree, de vez en cuando, cierto "barroquismo" embarazoso en lo que atañe al lenguaje... El primero, Bizi garratza, me ha parecido mejor que el otro Mendu zarrak, muy interesante por parte de su estructura teatral y del planteamiento de la problemática humana actual. En él, el suceso y el ambiente, es decir la anécdota, pierde importancia, y los personajes, superando su cotidiana realidad, alcanzan la condición abstractiva. Pero no excluyen la problemática concreta, porque utilizan profundamente algunos problemas que tiene el hombre de hoy. Dichos personajes representan las fuerzas contrarias y condicionantes que Zubikarai ve en el mundo de los hombres de hoy... En esa obra el diálogo alcanza una gran hondura. Su filosofía o filosofía existencial es muy pesimista, y la obra tiene una gran belleza en algunos momentos.

## Biografía

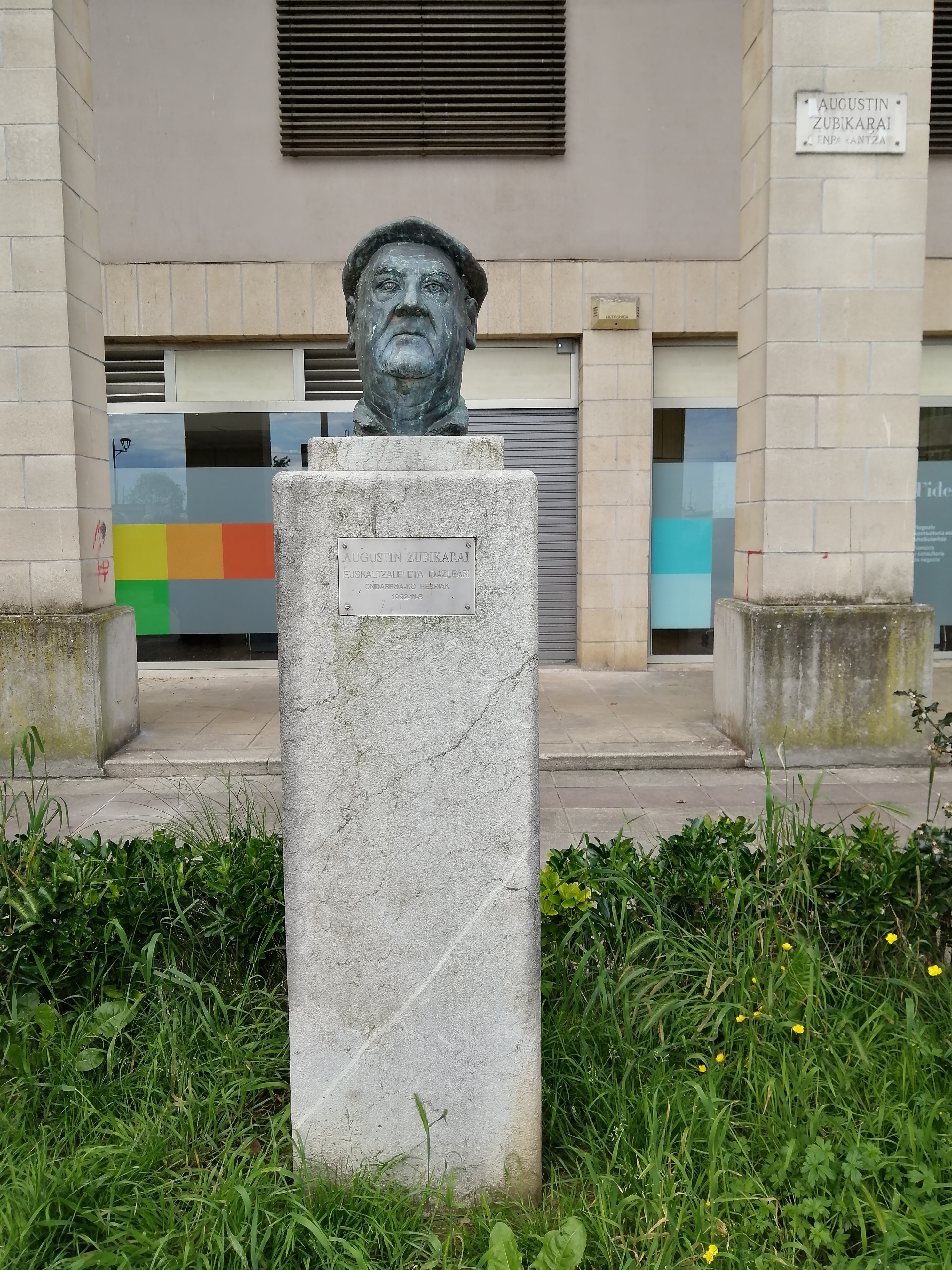
Busto de Augustin Zubikarai

Augustin Zubikarai Bedialauneta nació en la localidad vizcaína de Ondárroa, en el País Vasco en España el 3 de noviembre de 1914 hijo de Salbador Zubikarai y Ana Bedialauneta. Tras cursar los primeros años en el colegio de las "Hijas de la Cruz", con 10 años de edad ingresó en el seminario de Saturarán, ubicado en la playa del mismo nombre cercano al municipio ondarrés. de allí se trasladó al seminario de Vitoria abandonando los estudios religiosos por motivos de salud.
En 1931, con 17 años de edad, comienza a escribir en el periódico nacionalista Euzkadi y seis años después fue nombrado redactor jefe del periódico Eguna. También  escribió en  Jaungoiko-zale, Gudari, Argia, Boga boga, Día y Ekin. Al comienzo de la guerra civil española huyó a San Juan de Luz en el País Vasco Francés de donde volvió  y se alistó en los batallones del Gobierno Vasco, el Eusko Gudarostea, y nombrado redactor jefe del periódico Eguna.
El 24 de agosto de 1937 el PNV firma el Pacto de Santoña,  acuerdo a espaldas del gobierno de la República por el cual el Eusko Gudarostea se rendiría, Zubikarain cae prisionero de guerra y pasa por diversos diversos campos de concentración, batallones de trabajadores y cárceles de toda España hasta que es cajeado por un periodista zaragozano y se exilia en Francia, primero en Tarbes  y luego en Lannemezan. Tras la entrada de los alemanes en Francia, Zubikarai, regresa a España en 1940 siendo detenido y encarcelado pasando por las prisiones de Figueras, Reus, Madrid, campo de Gibraltar.
En 1941 es puesto en libertad y vuelve a su Ondárroa natal donde es  estable. Comienza a trabajar como contable en la factoría pesquera Arruti de la vecina localidad de Motrico. Mantiene la creación literaria así como sus estudios e investigaciones culturales y sobre la lengua realizando, a partir de la década de 1960, una  prolija obra literaria en lengua vasca en las modalidades de teatro, novela, cuento, poesía, ensayo, traducción y colaboración en numerosas publicaciones periódicas.
En 1942 contrae matrimonio con María Jesús Erkiaga Aldamiz con quien tuvo seis hijos, José Agustín, Joan Antón, Alejandro, Beatriz, María Jesús y Jabier.
En 1961 comienza su trabajo con Euskaltzaindia de la cual sería nombrado miembro de honor en 1993, en 1978 es nombrado presidente de la  asociación de “Euskera zaintza”  hasta 2004, año de su muerte. En 1981 es una de las personas relevantes que impulsan la cultura popular de Ondárroa en donde colabora activamente en la edición de la revistas locales Ondarroa y Arranondo y da sustento al hablar propio ondarrés.
En las elecciones a las Juntas Generales de Vizcaya de 1983 Agustín Zubikarai se integra en las lista del Partido nacionalista Vasco por la  circunscripción de Busturia-Markina saliendo elegido  procurador.
En 1992 se inaugura una plaza en su honor en Ondárroa presidida por un busto suyo en bronce realizado por Mikel Lertxundi en 1979. Tres años después su labor es reconocida con el premio Sabino Arana 1995 que completa la amplia dotación de premios recibidos por su obra.
El 12 de julio de 2004, cuando contaba 87 años de edad muere en el hospital de Galdácano.

## Premios
La obra de Agustn Zubikarain ha sido ampliamente reconocida con diversos premios y galardones. Entre otros:
- En 1945 obtuvo el primer premio en los Juegos de Costumbres Vascas de Biarritz, con la obra Itxasora.

- En 1963 obtuvo el Premio Toribio Alzaga con la obra Iru alaba.

- En 1967 obtuvo el Premio Toribio Alzaga con la obra Gizon on e andre re?.

- En 1969 obtuvo el Premio Toribio Alzaga con la obra Mendu zarrak.

- En 1978 recibió el Premio de la Crítica del Estado con la novela Bale tempak.

- En 1979 recibió Premio Resurrección María Azkue con los seis libros Esan et señor.

## Su obra
Teatro
- Aberriagaz bizi
- Kirrixkak
- Aingira kumak
- Umetako kezkak (para niños)
- Illobaren indarra
- Itxas-lapurrak
- Itxasertzeko itsu-mutilla

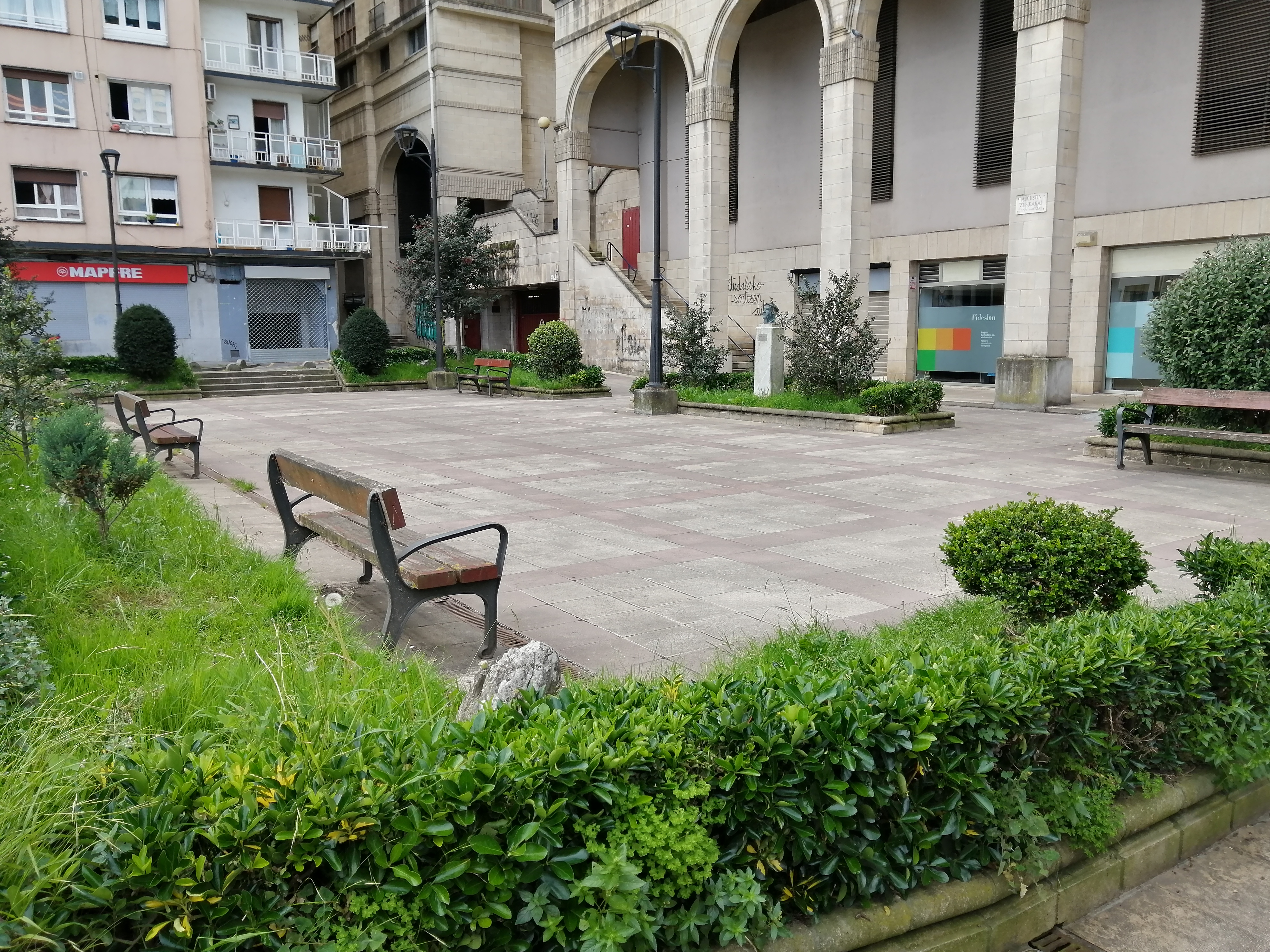
Plaza Augustin Zubikarai en Ondárroa

- Itxasora (premiado en Biarritz, 1950)
- Seaska inguruan (segundo premio en el concurso de Navidad de San Sebastián, 1956)
- Jaunaren bideetan (1958)
- Mariñelak (1964, con música de J. M. Altuna)
- Kresaletan (con música de G. Solabarrieta)
- Zurrukutun (Santa Klara egunean, Atunetara, Bost iruko)
- Loyolako semea
- Ni naiz kapitan piloto
- Iru alaba (premio "T. Alzaga", 1963)
- Gizon on eta andre erre (premio "T. Alzaga", 1967)
- Bizi garratza (mención honorífica del premio Guipúzcoa, 1967): Lurrunpean (premio Guipúzcoa, 1968)
- Errekonduan (premio Guipúzcoa, 1969)
- Mendu zarrak (premio "T. Alzaga", 1969)
- Mendi ta itsaso (1983)
- Artea'ko itsua (premio de Teatro de la Diputación de Vizcaya, 1986).
- Libreto de la ópera Gernika del maestro Escudero.[3]

Narrativa
- Piñuetako madalenak (premio Guipúzcoa, 1965)
- Gogorra gertatu da zuen errian (premiado en C.A.T. de San Sebastián)
- Gantzeruak izan dira (premiado en C.A.T. de San Sebastián)
- Amonatxo zaharrak eta ur-txakurrak (premiado en los Juegos Florales de Ondarroa, 1964)
- Bale denborak (1978)
- Anton Guzurretxe, Esan eta esango (1979)
- Laiñoak Mundakan (1980)
- Mon-da-ka, Ira usaiña (premios Etxeita)
- Bizitzako urratsak, Garratz eta gordin (1981)
- Itxastarrak (1985)
- Gerrateko kontuak (Memorias, 1983)
- Peru eta Mari gureak (1985).[3]

Poesía
- Urbasatik kantuz (segundo premio en los Juegos Florales de Sangüesa, 1967)
- Naparroako bideetan (primer premio en los Juegos Florales de Sangüesa, 1968)
- Koroiko pitxiak (segundo premio en los Juegos Florales de Amorebieta).[3]

Ensayo
- Motrico (premio Pueblos de Guipúzcoa, 1970)
- Boga ta zixe (1977). Gure inguruak (1982)
- Bizkaiko bidetan (1984)
- Ondarroa baserri giroan (1985)
- Balendin Berriotxoa Deuna (1988).[3]

Periodismo
La participación de Zubikarai en la prensa es muy amplia. En 1994 se publica una recopilación de artículos bajo el título 333 Oroipen eta ikuspegi.
En 2009, editado por el ayuntamiento de Ondárroa, se publica Bigarren Errepublikako denboraldiko idazlanak (1931-1937) eta Ondarroa (Ensayos del período de la segunda república (1931-1937) y Ondárroa)
Otros
- Bizkaiko bidetan. Bizkai (Por los caminos de Vizcaya. Vizcaya), crónica, año 1984 edita Egila.

- Balentin Berrio-Otxoa: bizitza, eskutitzak, gorespenak (Valentín de Berrio-Otxoa: Vida, cartas y alabanzas), biografía de San Valentín de Berrio-Otxoa, año 1988, edita la Diputación Foral de Vizcaya.

- Makillen egunak. Guda baten kerizpe eta autsetan ( Días de palo. En los horrores de una guerra), autobiografía, año 1983, edita  Egilea.